# 土曜一番!花やしき
『土曜一番!花やしき』（どよういちばん はなやしき）は、1998年（平成10年）4月4日から2000年（平成12年）3月25日まで、フジテレビ系列局で生放送された朝の情報番組である。放送時間は毎週土曜5:25 - 11:25（JST）で、当時の土曜午前の時間帯のテレビ番組としては最長の放送時間を有していた。ただし、8:30 - 9:55には、いったん番組を中断。この間には、『いつでも笑みを』（関西テレビ制作土曜朝のワイドショー）を生放送した。
番組名に「花やしき」とあるが、浅草花やしきは一切無関係。スポンサーにも就いていない。

## 概要
土曜日朝の情報番組『めざましテレビ週末号』、土曜日8時台の紀行ロケ番組『晴れたらイイねッ!』、土曜日10 - 11時台までの情報番組『THE WEEK』の3番組を統合してスタート。実際には『いつでも笑みを!』（関西テレビ本社スタジオからの全国ネット向け生放送番組）をはさんだ2部構成で放送されていて、視聴者がFAXとハガキで参加できる投稿企画も実施していた。前半枠は『週末号』の流れを汲んでその日のニュース・スポーツ・天気・週末情報を中心に構成し、後半枠は『THE WEEK』の流れを汲んで1週間の主要ニュースの振り返りや議論を中心に構成した。その一方で、6:40頃には、『FNNニュース・土曜朝一番!』というタイトルでフジテレビ本社内の報道センターから全国ニュースを放送。5:30前後には、『土曜朝一番!』で取り上げる予定のニュースを、牧原が報道センター内からの生中継でいち早く伝えていた。
コメンテーターのやくみつるは漫画家でもあることから、当番組の開始に際して、自身を含むレギュラー陣や放送時点での主な著名人の似顔絵を番組に提供。実際の放送では、このような似顔絵が出演者の紹介テロップに組み込まれていたほか、大量の似顔絵を組み合わせたアニメーションによるタイトル映像が5:55頃と『FNNニュース 土曜朝一番!』の冒頭で流れていた。さらに、『FNNニュース 土曜朝一番!』『いつでも笑みを!』を除く生放送パートの映像には、福井・木佐の似顔絵のアニメーションを随時挿入していた。
それまでの『晴れたらイイねッ!』は一コーナー化して内包しており、VTRの合間にはスタジオでメイン司会とロケ出演アナウンサーとのトークを入れる構成となっていた。また、コーナー開始時のキンカンのスポンサー読みは武田がフジテレビの天カメ映像をバックに、コーナー終了時のスポンサー読みは毎回、福井が生で担当していた。しかし末期は再び独立番組として切り離している。
『Super Kids Zone ポンキッキーズ』の土曜朝への枠移動に伴い、番組は2年で終了。『土曜朝一番!』相当のニュース枠が単独番組の『FNNニュース』として残ることになり、早朝の情報番組枠は3年後の『めざましどようび』開始まで途絶えることになる。一方、後半相当枠は生放送が継続され『ウォッ!チャ』に引き継がれた。

## 出演者

### 総合司会（メインキャスター）
- 福井謙二
- 木佐彩子

いずれも、出演の時点でフジテレビのアナウンサー。木佐は最終回のオープニングで、石井一久（当時はヤクルトスワローズの投手）と結婚したことを視聴者に報告していた。

### コメンテーター
- 二谷英明
- やくみつる
- テリー伊藤
- 猪瀬直樹 - 原則として第2部のみ。『THE WEEK』から継続出演。

### キャスター・リポーター
- 大林典子（フジテレビアナウンサー・当時） - 1998年10月より『報道2001』の司会を兼務。その後1999年3月末で降板。
- 境鶴丸（同上） - 開始直後から『ビッグトゥデイ』のアシスタントを兼務。その後『2時のホント』の開始により降板。
- 武田祐子（同上） - 1999年4月より『FNNスーパーニュース（週末版）』のスポーツコーナーを兼務。
- 牧原俊幸（同上） - 1999年4月より土曜日の『FNNスピーク』を兼務。
- 深澤里奈（同上）- アシスタントだった『どうーなってるの?!』のリニューアルに伴い、1999年4月より出演。
- 奥寺健（フジテレビアナウンサー） - オープニングの直後に放送されていた「朝刊チェック」のコーナーを、深澤と共に担当。
- 三井良浩（気象予報士） - 番組内の天気予報を担当。
- 佐藤充宏 - 司会者だった『ビッグトゥデイ』の終了に伴い、1999年4月以降、特集プレゼンターを一時的に務めていた。

### その他
- みんみんガールズ - スタジオやフジテレビ本社の玄関前を舞台に、当初は5時台と10時台のオープニング、途中からは5時台のオープニングでダンスを披露。メンバーの1人に釈由美子がいた。

## 放送時間
（出典：）
| 期間       | 期間       | 放送時間（日本時間）   | 放送時間（日本時間）   |
| 期間       | 期間       | 前半                   | 後半                   |
| ---------- | ---------- | ---------------------- | ---------------------- |
| 1998.04.04 | 1999.09.25 | 05:55 - 08:30（155分） | 09:55 - 11:25（090分） |
| 1999.10.02 | 2000.03.25 | 05:25 - 07:45（140分） | 09:55 - 11:25（090分） |

- なお、全国ネットの時間帯は前半の6:30 - 8:30（末期は7:45）であり、それ以外の時間帯はローカル扱い（任意ネット）であった。そのため全国ネット枠のみや前半枠フルネットだが後半枠は非ネットなど系列局でも対応が分かれていた(最後の半年間は冒頭30分のみ『おめざめ 土曜一番!花やしき』と題したフジテレビローカルで、上記の6:30に加え5:55にもネット局向けの飛び乗りポイントが設定されていた）。このため、第1部終了時はエンドタイトルの前に、福井アナがこの後に大阪から『いつでも笑みを!』が放送される旨のみをコメントし、同番組の後に再開することには触れなかった（7:45終了時は挨拶自体をせずにエンドタイトルが表示された）。

## 放送局
番組終了時点
◎印…フルネット
○印…前半枠5:55飛び乗り（特に記載がない限り、前半は1999年9月25日までフルネット）
△印…前半枠6:30飛び乗り
×印…後半枠非ネット
| 放送対象地域   | 放送局             | 系列                                         | 放送時間         | 放送時間          | 備考                      |
| 放送対象地域   | 放送局             | 系列                                         | 前半 5:25 - 7:45 | 後半 9:55 - 11:25 | 備考                      |
| -------------- | ------------------ | -------------------------------------------- | ---------------- | ----------------- | ------------------------- |
| 関東広域圏     | フジテレビ         | フジテレビ系列                               | ◎                | ◎                 | 【制作局】                |
| 北海道         | 北海道文化放送     | フジテレビ系列                               | ○                | ◎                 |                           |
| 岩手県         | 岩手めんこいテレビ | フジテレビ系列                               | ○                | ◎                 |                           |
| 宮城県         | 仙台放送           | フジテレビ系列                               | ○                | ◎                 |                           |
| 山形県         | さくらんぼテレビ   | フジテレビ系列                               | ○                | ◎                 |                           |
| 福島県         | 福島テレビ         | フジテレビ系列                               | ○                | ◎                 |                           |
| 長野県         | 長野放送           | フジテレビ系列                               | ○                | ◎                 |                           |
| 福岡県         | テレビ西日本       | フジテレビ系列                               | ○                | ◎                 | 1999年9月25日まで前半は△  |
| 広島県         | テレビ新広島       | フジテレビ系列                               | △                | ◎                 | 1998年12月19日まで前半は○ |
| 長崎県         | テレビ長崎         | フジテレビ系列                               | △                | ◎                 |                           |
| 熊本県         | テレビ熊本         | フジテレビ系列                               | △                | ◎                 |                           |
| 秋田県         | 秋田テレビ         | フジテレビ系列                               | ○                | ×                 |                           |
| 静岡県         | テレビ静岡         | フジテレビ系列                               | ○                | ×                 |                           |
| 富山県         | 富山テレビ         | フジテレビ系列                               | ○                | ×                 |                           |
| 石川県         | 石川テレビ         | フジテレビ系列                               | ○                | ×                 |                           |
| 福井県         | 福井テレビ         | フジテレビ系列                               | ○                | ×                 | 1999年3月27日まで後半は◎  |
| 中京広域圏     | 東海テレビ         | フジテレビ系列                               | ○                | ×                 |                           |
| 鳥取県・島根県 | 山陰中央テレビ     | フジテレビ系列                               | ○                | ×                 |                           |
| 愛媛県         | 愛媛放送           | フジテレビ系列                               | ○                | ×                 | 1999年9月25日まで前半は△  |
| 高知県         | 高知さんさんテレビ | フジテレビ系列                               | ○                | ×                 | 1998年9月26日まで後半は◎  |
| 宮崎県         | テレビ宮崎         | フジテレビ系列 日本テレビ系列 テレビ朝日系列 | ○                | ×                 |                           |
| 新潟県         | 新潟総合テレビ     | フジテレビ系列                               | △                | ×                 | 1999年9月25日まで前半は○  |
| 近畿広域圏     | 関西テレビ         | フジテレビ系列                               | △                | ×                 | 1999年3月27日まで前半は○  |
| 岡山県・香川県 | 岡山放送           | フジテレビ系列                               | △                | ×                 |                           |
| 佐賀県         | サガテレビ         | フジテレビ系列                               | △                | ×                 |                           |
| 鹿児島県       | 鹿児島テレビ       | フジテレビ系列                               | △                | ×                 |                           |
| 沖縄県         | 沖縄テレビ         | フジテレビ系列                               | △                | ×                 |                           |